# Luke Davison
Luke Davison (Sydney, 8 de maig de 1990) és un ciclista australià, professional des del 2009, actualment milita a l'equip Budget Forklifts. Combina el ciclisme en pista amb la carretera. Ha guanyat quatre medalles als Campionats del món en pista.

## Palmarès en pista
- 2008
  -  Campió del món júnior en Persecució per equips, amb Rohan Dennis, Luke Durbridge i Thomas Palmer
  -  Campió del món júnior en Madison, amb Thomas Palmer
  -  Campió del món júnior en Òmnium
- 2012
  - Campió d'Oceania en Madison, amb Alexander Edmondson
  - Campió d'Oceania en Persecució per equips, amb Alexander Morgan, Mitchell Mulhern i Miles Scotson
  - Campió d'Oceania en Òmnium
- 2013
  - Campió d'Oceania en Òmnium
  -  Campió d'Austràlia de persecució per equips, amb Alexander Edmondson, Miles Scotson i Glenn O'Shea
  -  Campió d'Austràlia de scratch
- 2014
  -  Campió del món de persecució per equips, amb Glenn O'Shea, Alexander Edmondson i Mitchell Mulhern
  - Medalla d'or als Jocs de la Commonwealth en Persecució per equips, amb Jack Bobridge, Alexander Edmondson i Glenn O'Shea
  -  Campió d'Austràlia de madison, amb Alexander Edmondson
  -  Campió d'Austràlia de persecució per equips, amb Alexander Edmondson, Jack Bobridge i Glenn O'Shea
- 2016
  -  Campió del món en Persecució per equips (amb Sam Welsford, Miles Scotson, Callum Scotson, Alexander Porter i Michael Hepburn)
  -  Campió d'Austràlia de Quilòmetre

### Resultats a laCopa del Món
- 2013-2014
  - 1r a Aguascalientes, en Òmnium
- 2015-2016
  - 1r a Cambridge, en Persecució per equips

## Palmarès en carretera
- 2012
  - 1r al Tour of the Murray River i vencedor de 4 etapes
- 2013
  - Vencedor d'una etapa al Herald Sun Tour
  - Vencedor de 2 etapes al Tour of the Murray River
- 2014
  - 1r al Omloop der Kempen